# آزمون‌های علیت
آزمون‌های علیت (به انگلیسی: Causality Tests) به دسته‌ای از آزمون‌ها گفته می‌شود که برای شناسایی رابطه علی بین دو یا چند فرایند تصادفی انجام می‌گیرد. این آزمون‌ها کاربرد بسیار زیادی به عنوان مثال در تحقیق مؤثر بودن دارو‌ها در علاج بیماری‌ها دارند. بسیاری از این آزمون‌ها براساس این اصل که معلول متاخر بر علت است طراحی شده‌اند. به عنوان مثال در آزمون علیت گرانجر، یک فرایند تصادفی (A) علت فرایند دیگر (B) است اگر مقادیر گذشته A به پیش‌بینی مقدار فرایند B در آینده کمک کند.